# Olav Ditlev-Simonsen
Olav Ditlev-Simonsen (2 gennaio 1897 – 19 febbraio 1978) è stato un calciatore norvegese, di ruolo attaccante.

## Carriera

### Club
Ditlev-Simonsen giocò con la maglia del Ready.

### Nazionale
Conta 5 presenze e una rete per la Norvegia. Esordì il 19 maggio 1915, nella sconfitta per 8-1 contro la Danimarca, in cui segnò la rete della bandiera per la Norvegia.